# 細線擬魾
細線擬魾，為輻鰭魚綱鯰形目粒鯰科的其中一種，為熱帶淡水魚，分布於亞洲柬埔寨洞里薩湖流域，體長可達5公分，棲息在沙泥底質底層水域，生活習性不明。

## 扩展阅读
維基物種上的相關：細線擬魾